# Valentina Lisitsa

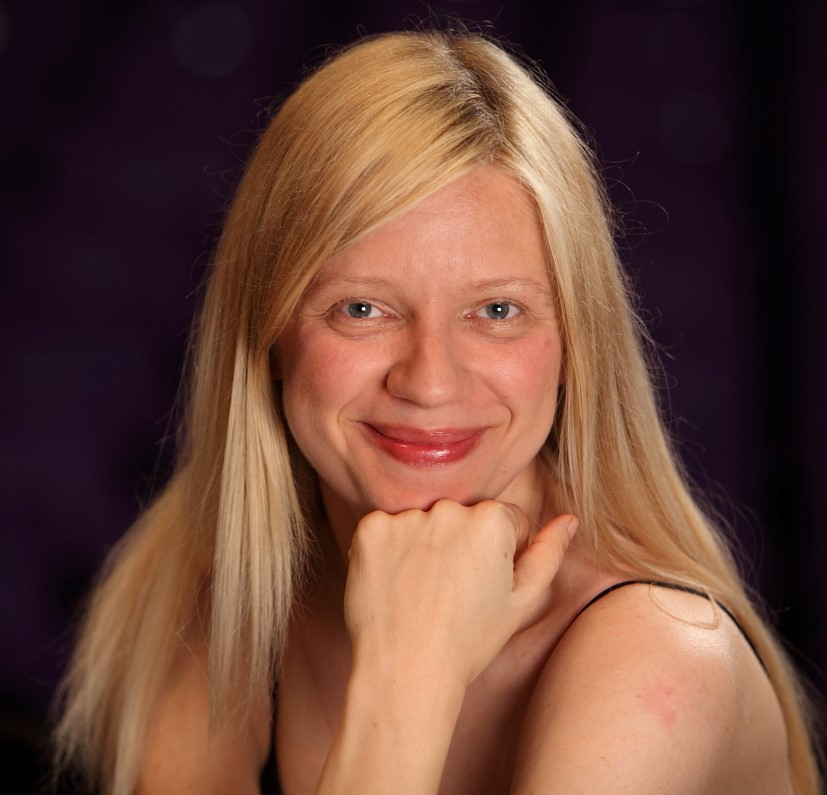
Valentina Lisitsa (2010)

Valentina Lisitsa (dt. Transkription Walentyna Lyssyzja, wiss. Transliteration Valentyna Lysycja; * 11. Dezember 1973 in Kiew, Ukrainische Sozialistische Sowjetrepublik) ist eine ukrainische Pianistin.

## Leben und Wirken
Lisitsa begann mit drei Jahren mit dem Klavierspiel und gab ein Jahr später ihr erstes Solokonzert. Sie galt als Wunderkind, hatte jedoch in der Kindheit den Wunsch, professionelle Schachspielerin zu werden. Sie besuchte die Lyssenko-Musikschule für begabte Kinder und später das Kiewer Konservatorium, an dem sie zusammen mit ihrem späteren Ehepartner Alexei Kuznetsoff studierte.
1991 gewann sie mit Kuznetsoff den ersten Preis bei der Dranoff International Two Piano Competition. Im selben Jahr zogen beide in die USA, wo sie fortan als Klavier-Duo auftraten und ihr Orchesterdebüt beim Mostly Mozart Festival in New York gaben. Ihr solistisches Debüt hatte Lisitsa 2012 in der Londoner Royal Albert Hall und unternahm weltweit Konzertreisen. 2015 verließ sie die USA und ging nach Frankreich und anschließend nach Italien. 
Lisitsa veröffentlichte unter anderem bei Audiofon Records, Naxos und Deutsche Grammophon und ist seit 2012 bei Decca Records unter Vertrag.

### Privates
Lisitsas lebt zurzeit (Stand 2022) wechselweise in Rom und Moskau. Ihr Ehepartner Alexei Kuznetsoff, mit dem sie einen Sohn hat, ist ebenfalls Pianist. Mit ihm tritt sie auch als Klavierduo auf.

## Kontroversen
Ein Auftritt Lisitsas beim Toronto Symphony Orchestra wurde 2015 wegen provokativer politischer Äußerungen kurzfristig aus dem Programm genommen. In der Ukraine ist sie bekannt durch ihr öffentliches Bekenntnis zu den prorussischen Separatisten und ihre kritische Haltung gegenüber der pro-westlichen ukrainischen Regierung. Im September 2017 gab Lisitsa ein Konzert auf der von Russland annektierten Halbinsel Krim beim fünften Klassischen Musikfestival in Sewastopol, nachdem sie illegal auf die Krim eingereist war. Die Ukraine betrachtet die Krim als von Russland völkerrechtswidrig besetztes Gebiet und verfolgt eine Einreise ohne Sondergenehmigung auf die Krim – auch von Ausländern – als Straftat. Auch beim sechsten und siebten Musikfestival gastierte Lisitsa in Sewastopol (2018 und 2019).

## Diskografie (Auswahl)

### CD
- Valentina Lisitsa Live At The Royal Albert Hall (Decca Records; 2012)
- Valentina Lisitsa plays Liszt (Decca Records; 2013)
- Sergei Rachmaninow: die Klavierkonzerte und Paganini-Rhapsodie (Decca Records; 2013)
- Frédéric Chopin und Robert Schumann: Études (Decca Records; 2014)
- Chasing Pianos – The Piano Music of Michael Nyman (Decca Records; 2014)
- Valentina Lisitsa plays Philip Glass (Decca Records; 2015)
- Scriabin – Nuances (Decca Records; 2015)
- Love Story: Piano Themes From Cinema’s Golden Age (Decca Records; 2016)
- Pjotr Iljitsch Tschaikowski: sämtliche Werke und Bearbeitungen für Klavier (Decca Records; 2019)
- Ludwig van Beethoven: 32 Sonatas (Vol. I bis III). Klaviersonaten

### DVD
- Frédéric Chopins 24 Etüden (2004)
- Schubert-Liszt Schwanengesang (2005)
- Black and Pink (2007)